# Верхнезейская равнина
Верхнезе́йская равни́на — возвышенная равнина на севере Амурской области, в верховьях реки Зея, между хребтами Тукурингра и Джагды на юге и Становым хребтом на севере.
Протяжённость равнины с запада на восток составляет более 300 км, ширина — свыше 100 км. Высоты достигают 500 м. Равнина занимает впадину, сложенную речными и озёрными отложениями неогенового и антропогенового возраста. Дренируется Зеей с её притоками, самый крупный из которых — Гилюй. Юго-западная часть равнины затоплена водами Зейского водохранилища.
Климат суровый континентальный, количество осадков составляет 500—600 мм в год (максимум — летом). Повсюду многолетняя мерзлота. Господствуют лиственничная тайга на подзолистых почвах и мари — заболоченные редкостойные лиственничные леса.
Верхнезейская равнина — один из старых золотодобывающих районов России. На востоке, где равнина пересекается трассой БАМ, природа сильно изменена хозяйственной деятельностью человека.